# Чомполо
Чомполо (устар. Чомполоо) — река в Якутии, левый приток реки Алдан (бассейн Лены). Протекает по территории Алданского района. Длина реки 102 км, площадь бассейна 2940 км².

## Описание

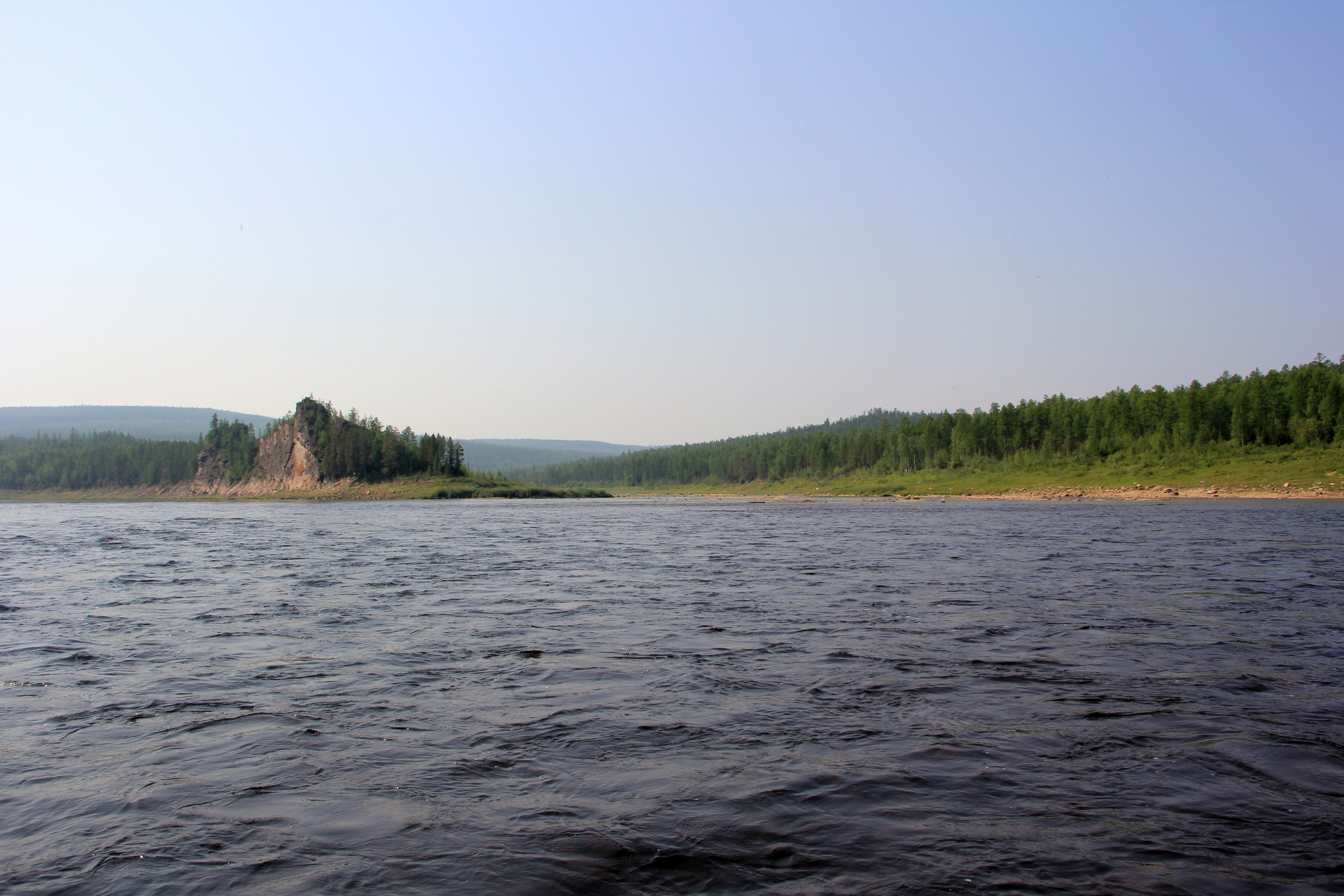
Скала на слиянии Чомполо и Алдана

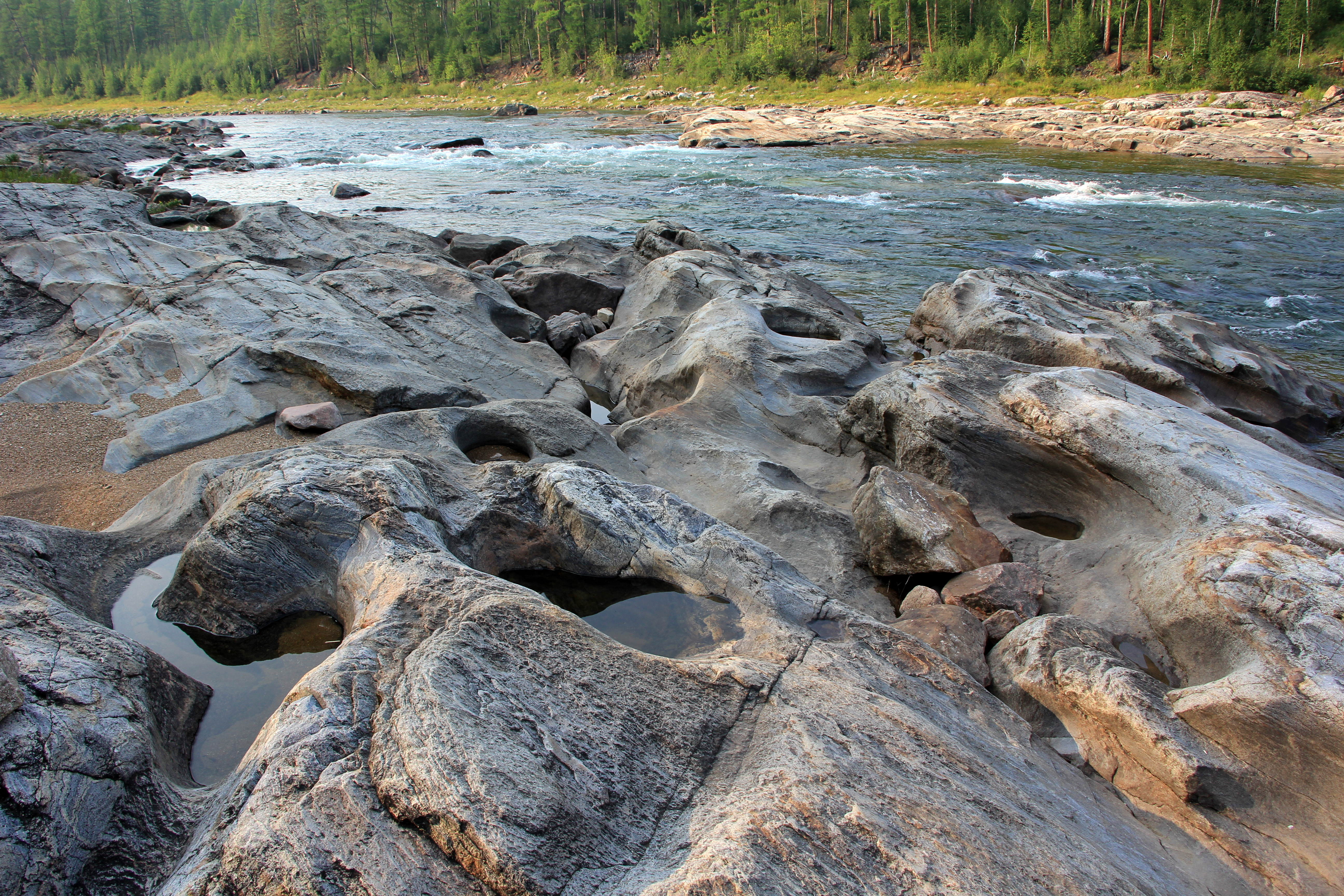
Каменные берега Чомполо

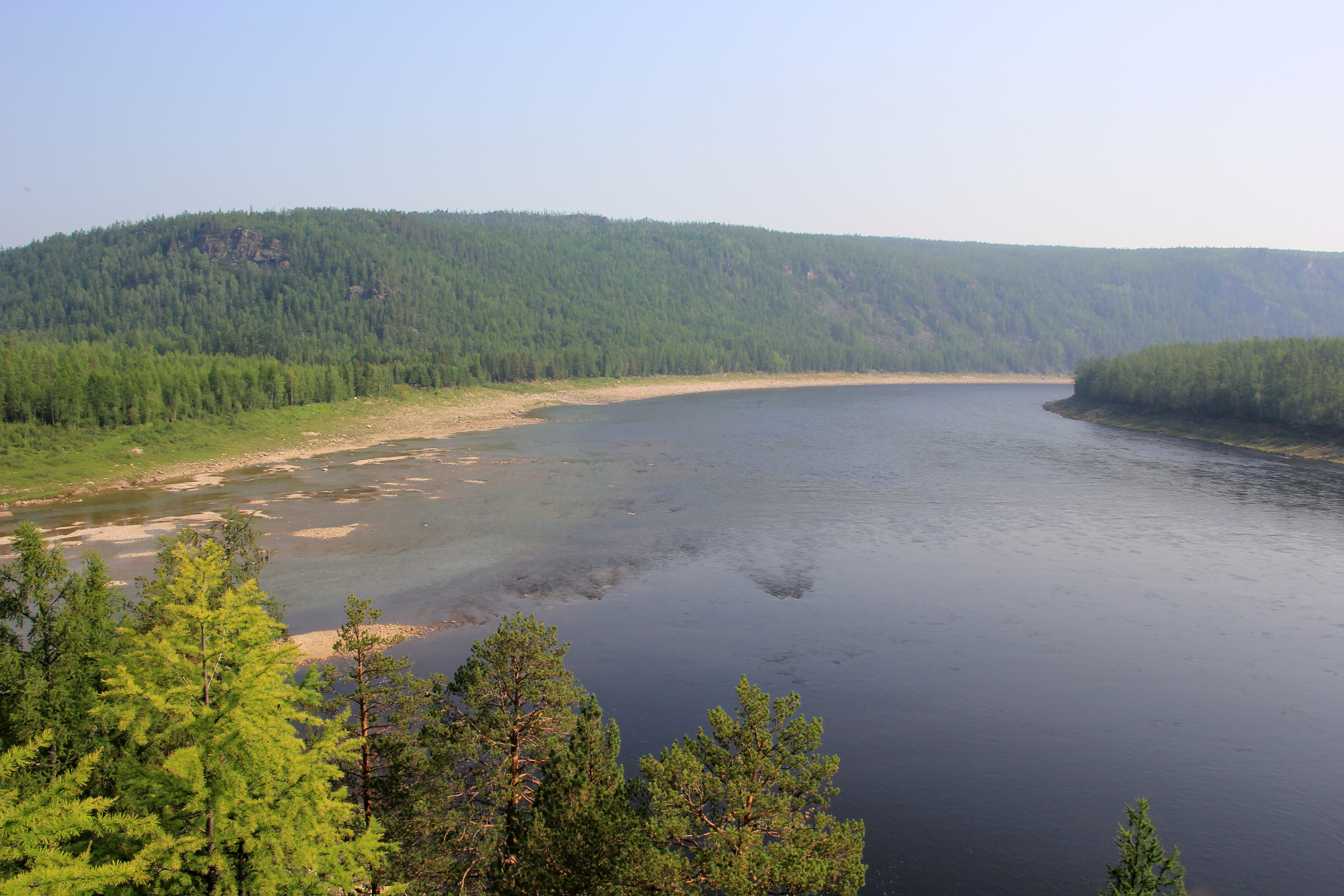
Воды Чомполо (слева) впадают в Алдан

Начинается у восточных склонов Амгинского хребта путём слияния рек слева Аллара-Сасыл-Сиебит и справа Юрюмеччик. В верховьях Чомполо очень извилиста, течёт на восток. После добавления вод притока Быстрый русло реки выпрямляется и направление течения меняется на юго-восточное. После присоединения притока Иннели направление течения становится снова восточным. Чомполо — порожистая река. Впадает реку Алдан по левому берегу на её 1820 километре.

## Притоки
Объекты перечислены по порядку от устья к истоку.
- 19 км: река Ымалы
- 23 км: река Инньэли
- 48 км: ручьи руч. Куодулу
- 50 км: река Кюёллэх
- 58 км: река Сиибиктэ
- 67 км: ручьи руч. Улахан-Дьанхаар
- 73 км: река без названия
- 77 км: река Улахан-Дьюктэ
- 83 км: ручьи руч. Ытыга (руч. Итыга)
- 92 км: река Аччыгый-Дьюктэ
- 97 км: река Килиэр
- 102 км: река Аллараа-Сасыл-Сиэбит
- 102 км: река Юрюмэччик

## Данные водного реестра
По данным государственного водного реестра России относится к Ленскому бассейновому округу. Код водного объекта — 18030600112117300002367.